# Āghchehlū
Āghchehlū (persiska: آغچه لو) är en ort i Iran.   Den ligger i provinsen Västazarbaijan, i den nordvästra delen av landet, 500 km väster om huvudstaden Teheran. Āghchehlū ligger 1 326 meter över havet och antalet invånare är 437.
Terrängen runt Āghchehlū är kuperad åt sydväst, men åt nordost är den platt. Āghchehlū ligger nere i en dal.Runt Āghchehlū är det ganska glesbefolkat, med 47 invånare per kvadratkilometer. Närmaste större samhälle är Shāhīn Dezh, 19,1 km sydost om Āghchehlū. Trakten runt Āghchehlū består till största delen av jordbruksmark.